# توظيف

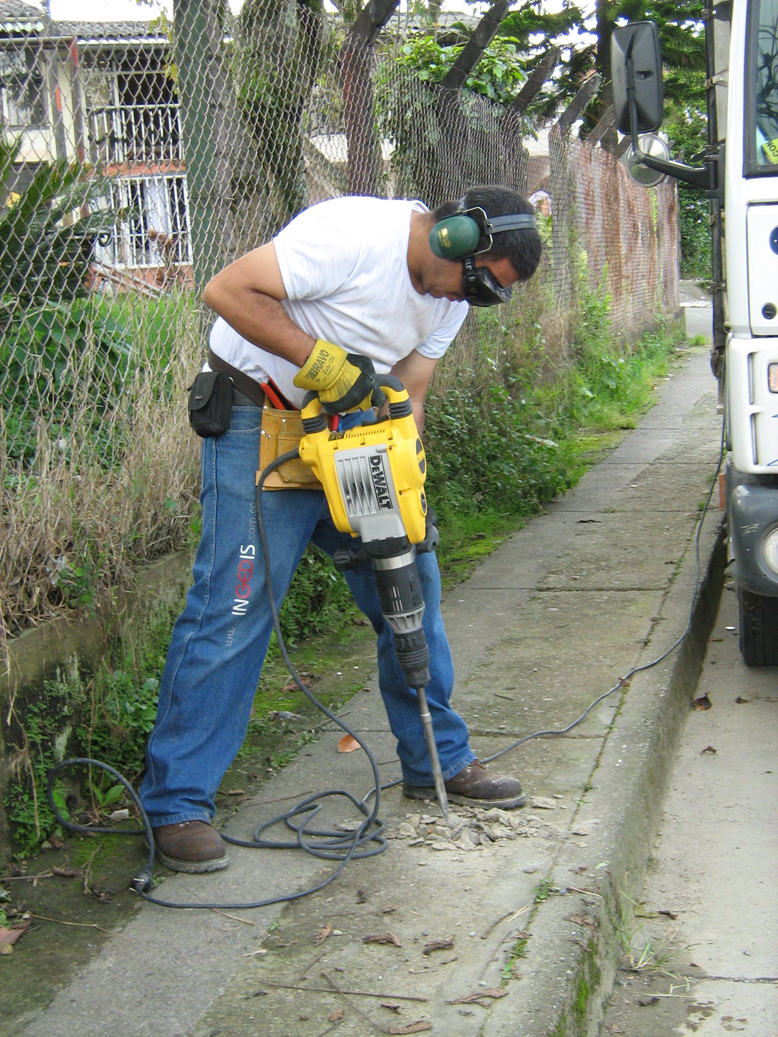
عامل بناء يستخدم آلة ثقب الصخور في كولومبيا

التوظيف هو علاقة بين طرفين، في العادة تكون مبنية على عقد ينص على أن العمل يتم دفع مبلغ مالي نظيره، حيث أن طرفًا، وقد يكون مؤسسة تجارية، عمل تجاري، منظمة غير ربحية، أو جمعية تعاونية، أو أي كيان آخر يكون هو المُوَظِفْ (صاحب العمل)، بينما الطرف الآخر يكون هو المُوَظَفْ(العامل). الموظفون يعملون من أجل الحصول على دفع (اقتصاد) بالمقابل، ويكون هذا المقابل في صورة أجر عن العمل بالساعة، بالقطعة، أو راتب سنويًّا. وهذا يعتمد على طبيعة ونوع العمل الذي يقوم به أو القسم الوظيفي المتواجد فيه العامل أو العاملة. أيضًا العاملون في بعض المجالات والقطاعات المعينة قد يحصلون على بقشيش، علاوات، أو أسهم وسندات بالبورصة. وفي بعض أنواع التوظيف، يحصل الموظفون أحيانًا على منافع أخرى بالإضافة إلى الأجر المادي الذين يتقاضونه نظير العمل. تلك المنافع قد تتضمن تأمين صحي، تأمين ضد العجز أو استخدام الصالات الرياضية، والإسكان أيضًا. التوظيف في حد ذاته عملية تُدار عادة بشكل حكومي، وتتبع قوانين التوظيف والعمالة، التنظيمات، أو العقود القانونية.

## رب العمل والعامل
رب العمل هو شخص يساهم بالمجهودات العملية والخبرة من أجل منفعة الشخص المُوظِف أو العامل، وهو الشخص القائم على التعهد بتقديم ودعم العمل لرب العمل (PCBU) وفي العادة يتم تعيينه للقيام بمهام مُحددة يتم جمعها وجملها في النهاية في صورة عمل مُحدد. وإذا عرّفنا الموظَف في سياق منظومة الشراكة، سنقول أن الموظَف في هذه الحالة هو شخص يتم تعيينه واستئجاره لتقديم عدة خدمات من أجل شركة أو منظمة ما مقابل نوع من التعويضات، وهو لا يقدم تلك الخدمات كجزء من العمل المستقل الخاص به.

## العلاقة بين المُوظِف والعامل
الموظِف والإدارة التحكمية التوظيفية بداخل المؤسسة أو الشركة تقع وتحدث على عدة مستويات تكون صاحبة تأثيرات بالغة ولها آثار مهمة على فريق العمل والإنتاجية كليهما، وتلك الآثار الهامة تتمثل في ناتج عمل تلك الإدارة والآلية على تكوين الرابطة الأساسية التي تجمع بين النتائج المرغوب تحقيقها، والأهداف الحقيقية المرجوّة من العمل ذاته. على القائمين بالتوظيف أن يوازنوا بين الأهداف والرغبات، فعلى سبيل المثال يجب أن يقللوا من القيود المفروضة على الأجور، مع الحرص على مضاعفة الإنتاجية العمّالية، وهذا من أجل الوصول إلى علاقة توظيفية مثمرة ومُنتجة.

### إيجاد الموظَفين أو العمالة
من الوسائل البارزة التي تمكن الموظِفين من إيجاد العمّال، والتي تمكن الناس الراغبين في أن يُظَفوا على إيجاد الأُناس الراغبين في توظيف أحدهم، هي الإعلانات التوظيفية المُبوبة في الجرائد والصحف (عبر الإعلانات المُصنّفة)، أو عن طريق الإنترنت، ويتم تسميتها في بعض الأحيان أيضًا بمجالس العمل. المُوظِفين والراغبين في الحصول على عمل أيضًا عادة ما يجدون بعضهم البعض عن طريق استشاريي التوظيف المعتمدين، والذين يأخذون إذنًا وأمرًا من الموظِف ليجدوا، يفرزوا، ويختاروا المرشحين المناسبين لنيل الوظيفة المطروحة. وعلى الصعيد الآخر، قالت إحدى الدراسات أن الاعتماد على هؤلاء المستشارين يكون غير ذا نفع في بعض الأحيان، لأنهم يفشلون في تطبيق المبادئ السليمة في انتقاء الموظَفين. بينما الطريقة التقليدية بشدة للحصول على موظَفين هي لافتة «مطلوب موظَفين» (والتي يتم تعليقها في الغالب على الشباك أو الباب  أو بمكان ما على واجهة المحل أو المؤسسة). تقييم الموظَفين المتقدمين يكون أمرًا مرهقًا بشدة في بعض الأحيان، لكن العمل على طرح وتطبيق العديد من آليات ووسائل تحليل المهارات وقياس المواهب، يكون ذلك الوسيلة الأنسب لإنجاز تلك المهمة المتعبة بنجاح. كما أن الموظِف والموظَف المحتمل يتخذان سويًّا خطوة إضافية تمكنهما من معرفة بعضهما البعض بشكل أكبر، وتلك الخطوة تكون عن طريق مُقابلة العمل.

### التدريب والتطوير
التدريب والتطوير لمصطلح تركيبي يُشير إلى مجهودات الموظِف لإعداد وصقل الموظَف المُعيّن حديثًا، وذلك عن طريق دعمه بالمهارات اللازمة لأداء العمل بصورة جيدة، وأيضًا مساعدة الموظف على النمو بداخل أركان الشركة ذاتها. بجانب أن المستوى الجيد والمناسب من التدريب والتطوير يساعد الموظف على زيادة نسبة الرضا عن العمل لديه.

### التعويض/المقابل
هناك العديد من الطرق والوسائل التي من خلالها يتقاضى الموظفون أجورهم، وتلك تتضمن الأجر نظير العمل بالساعة، بالقطعة، أو الراتب السنوي، بجانب الإكراميات (وغالبًا ما تكون تلك الأخيرة مقترنة ومُدمجة مع صور أخرى من الدفع والتعويض). بينما في أعمال المبيعات أو المنشآت العقارية، الموظف ربما يتم الدفع له عن طريق العمولة، وهي عبارة عن نسبة مئوية من إجمالي مبلغ السلعة أو الخدمة التي باعوها للمُشتري أو المُستهلك. وفي بعض المجالات والمهن (مثل المهن التنفيذية)، يخوّل للموظفين الحصول على علاوة إضافية عند وصولهم إلى مستوى معين من تحقيق الأهداف المرجوّة من قبل الشركة المُوظِفة. بجانب وجود بعض المُنفذين والمُوظَفين الذين يتم الدفع لهم عن طريق الأسهم أو السندات، وهي عبارة عن وسيلة تعويضية دفعية من قبل الشركات والتي تحتوي على قيمة مادية وكيانية مُضافة، ومن وجهة نظر تلك الشركات، فاستخدام هذه الأسهم كوسيلة للدفع، يُساعد على توطيد ودمج رغبات ومقاصد الموظف والشركة سويًّا، مما يرفع من قدر كليهما.

### انتفاعات الموظَفين
انتفاعات الموظفين هي عبارة عن وسائل عديدة من التعويض غير الربحي التي يقدمها الموظِفين من أجل الموظَفين بجانب أجورهم ومرتباتهم المُحددة سلفًا. تلك الانتفاعات يمكن لها أن تتضمن: الإسكان (مُقدم من قبل الموظِف، أو مدفوع من قبله)، مجموعة تأمينات شاملة (تأمين صحي، تأمين للأسنان، تأمين على الحياة، إلخ.) برنامج حماية المُعاقين وحفظ استمرارية وجود دخلهم، انتفاعات عن التقاعد، رعاية يومية، تسديد رسوم دراسة الأبناء، الإجازات المرضية، العُطلات (مدفوعة أو غير مدفوعة)، حماية مُجتمعية، مشاركة للأرباح، دعم التعليم، والعديد من الانتفاعات التخصصية الأخرى. وفي بعض الحالات الأخرى مثل التي تتضمن العاملين في مناطق نائية وبعيدة، قد تتضمن الانتفاعات هنا الوجبات أيضًا. والجدير بالذكر أن الانتفاعات الوظيفية توطد وتحسّن من العلاقة القائمة بين الموظَف والموظِف، وتقلل من نسبة تعدي فريق العمل على الرئيس في شؤون العمل نفسه.

### العدالة التنظيمية
العدالة التنظيمية هي مصطلح يُشير إلى وجهة نظر وإدراك الموظَف لدرجة عدل الموظِف تجاهه، وكون الموظِف يُعامل الموظَفين لديه بأسس وتعاليم تقع في إطار من العدل والوضوح أم لا. بجانب أن الأفعال الناتجة عن وجهة النظر تلك هي الأفعال التي تؤثر بدورها على العلاقة القائمة بين الموظَف والموظِف، وفي النهاية تقع تلك الأفعال أيضًا أسفل العدالة التنظيمية كجزء لا يتجزأ منها.

### تنظيم القوى العاملة
الموظَفون يمكن تنظيمهم وتنظيم أمورهم في الاتحادات التجارية أو العمّالية، والتي بدورها تمثل القوة العاملة كلها التي تقوم بعقد الصفقات والمناقشات مع المؤسسات التنظيمية بشأن العمل وشروط التعاقد والخدمات المُقدمة من قبل الموظَف للموظِف.

### إنهاء التوظيف
عادة ما يقوم الموظِف أو الموظَف بإنهاء العلاقة التبادلية للمنفعة القائمة بينهما في أي لحظة، وذلك الإنهاء غالبًا ما يكون في وقت وإشعار مُحدد سلفًا ومُتفق عليه. وهذا تتم الإشارة إليه على أنه نوع من أنواع التوظيف التي تُسمى التوظيف عند الإرادة. فالعقد الذي يربط الموظِف بالموظَف يُحدد المسؤوليات والمهام التي ينبغي على الطرفين كليهما تنفيذها عند إنهاء العلاقة بينهما. وتلك المسؤوليات قد تتضمن فترات إشعار مناسبة بميعاد إنهاء العمل، مكافأة نهاية الخدمة، وبعض التدابير الأمنية والاحترازية الأخرى. وفي بعض المهن الأخرى، خصوصًا التدريس بالمدارس، الخدمة المدنية، تدريس أساتذة الجامعات للطلبة، وبعض المهن الأوركسترالية، يوجد بعض الموظَفين الذين لديهم نوع من الإلزام الإجباري بالعمل، وهذا يمنع خروجهم من الخدمة عند الرغبة في ذلك، ويكون الحل الوحيد لتركها هو التسريح من قبل الموظِف ذاته فقط.

## أجر العمل

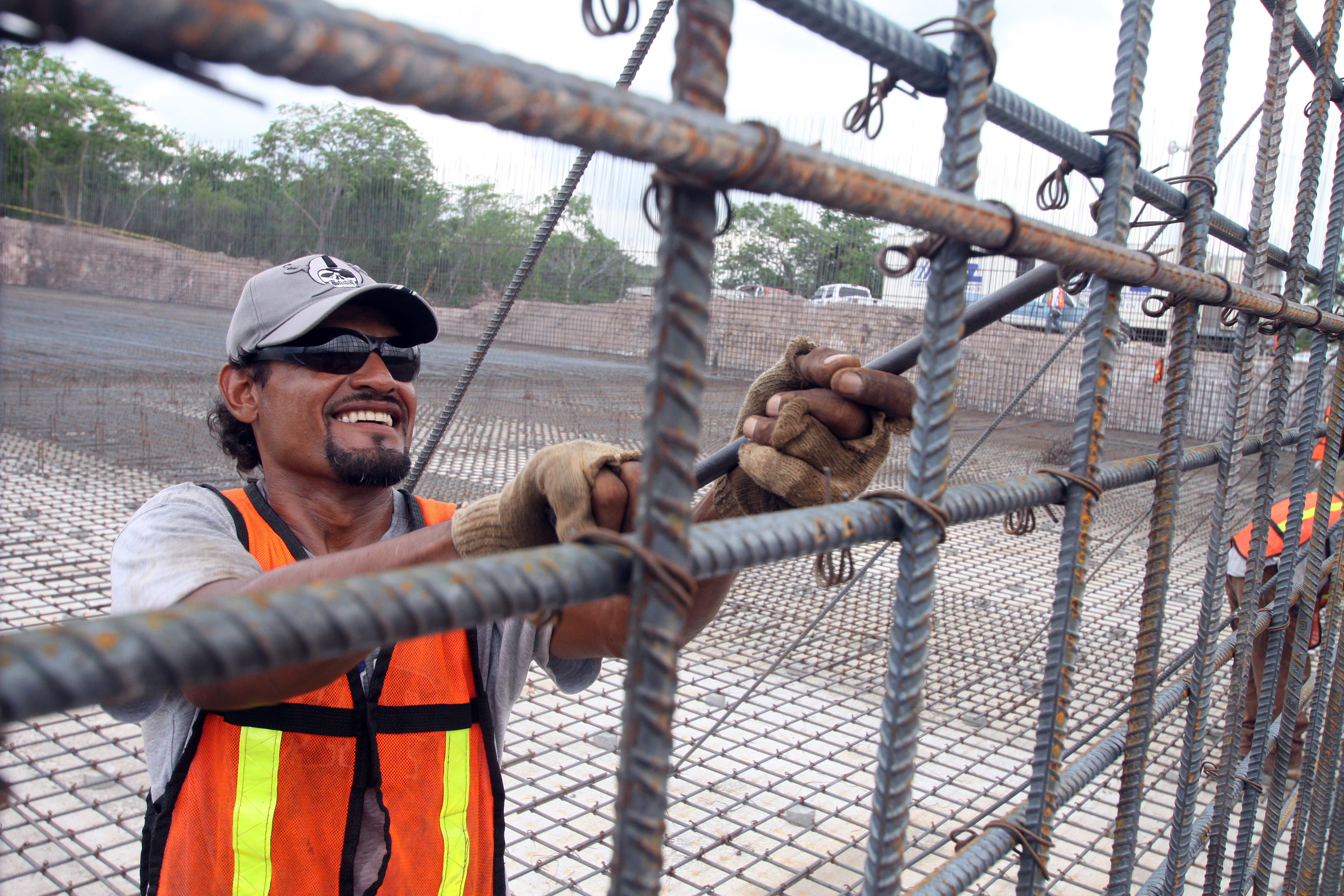
عامل يُركّب حديد التسليح من أجل محطة تحلية مياه في مازاتلان، سينالوا، المكسيك

الأجر نظير العمل هو علاقة اقتصادية-اجتماعية تقوم بين الموظِف والعامل الذي يعمل لديه، والتي يبيع فيها العامل قدرته على العمل بموجب عقد توظيفي رسمي أو غير رسمي مع الموظِف. تلك المُعاملات غالبًا ما تحدث في سوق العِمالة، حيث الأجور تكون مُحددة حسب حاجة السوق. ومقابل الأجر المُحدد، ناتج العمل الخاص بالموظَف يكون بشكل عام ملكية خاصة بالموظِف، إلا في بعض الحالات مثل الملكية الفكرية الخاصة ببراءات الاختراع بالولايات المتحدة، حيث حقوق براءة الاختراع عادة ما يتم استحقاقها مباشرة من قبل المُخترع ذاته. فالعامل بالأجر يكون ذلك الشخص الذي يبيع قدرته أو قدرتها على العمل، مقابل الحصول على مصدر دخل نظير عملية البيع تلك.
بينما بعض النُظم الاقتصادية المزجية مثل منظمة التعاون الاقتصادي والتنمية التي تنتمي إليها بعض الدول، تكون هي الآن أسلوب التنسيق والإدارة الغالب. وبالرغم من أن أغلب الأعمال تتم وفقًا لتلك المنظومة المُحكمة، إلا أن أجور تنظيم الأعمال الخاصة بالرؤساء التنفيذيين، الموظَفين المهنيين، والعاملين بالعقود المهنة في بعض الأحيان يتم دمجها وتصنيفها وفقًا للتصنيفات المهنة، لذلك «أجر العمل» يُمكن أن يُطبق فقط على العمالة غير المُدربة، مُتوسطة التدريب، أو القائمة على الأعمال اليدوية.

### الاستعباد من أجل الأجر
يتم نقد نظام أجور العمل كنظام تبادل منفعة تم جعله ذا طابع مؤسسي تحت وطأة الوضع الاقتصادي الحالي للأسواق والنُظم الاقتصادية، خصوصًا من قبل المُتخصصين الاجتماعيين والمتبنين للأناركية النقابية –وهي إحدى  النظريات التي تهدف لنزع سطوة المصانع والشركات عن الاقتصاد-، وهذا عبر استخدام المصطلح الاحتقاري، الاستعباد من أجل الأجر. المتخصصون الاجتماعيون الآن يحددون أوجه التشابه بين التجارة العمّالية واستخدام العمّال كسلع تُجارية، وبين الاستعباد. السياسي الروماني «شيشرون» أيضًا كان معروفًا باقتراحه لمثل تلك الأوجه قديمًا.
بينما الفليسوف الأمريكي «جون ديوي» افترض أنه حتى يتم تبديل مصطلح «الصناعة الإقطاعية» بـ«الصناعة الديموقراطية»، سيظل الساسة «هم ظلال المُجتمع والمُتحكمون في الأعمال التُجارية الكبيرة». بينما اقترح «توماس فيرغسون» في نظريته الاستثمارية المعتمدة على منافسة الأطراف أن الطبيعة غير الديموقراطية للمؤسسات الاقتصادية الراضخة للرأسمالية تجعل من الانتخابات مُجرد مُناسبات عادية حيث يتكتل العديد من المستثمرين فيها ويتنافسون من أجل السعى نحو السيطرة على الولاية.

## عقد التوظيف

### أستراليا
التوظيف في أستراليا تتم إدارته تبعًا لاتفاقية العمالة العادلة منذ عام 2009.

### بينجلاديش
جمعية بينجلاديش لوكالات التوظيف العالمية (BAIRA) هي اتحاد واقتران بين المستوى القومي والسمعة العالمية الناتجة عن تعاون الجهود من أجل رخاء العمالة المُهاجرة، بينما حوالي الـ1200 وكالة الأعضاء بهذه الجمعية يعملون بدعم رسمي من الحكومة البينجلاديشية.

### كندا
في الإقليم الكندي أونتاريو، الشكاوى الرسمية الخاصة بالموظَفين يُمكن أن تقدم بشكل مباشر إلى وزير العمالة هناك. بينما في إقليم كيبيك، التظلمات يتم تقديمها إلى لجنة معايير العمل.

### باكستان
باكستان لديها عقد عِمالة، حد أدنى للأجور، وأساليب تمويلية ترشيدية. العمالة القائمة على العقود في باكستان يجب أن يتم دفع الحد الأدنى من الأجور لها، وهناك بعض المنشآت الخاصة بدعم ذلك الحق لتلك العِمالة. وبالرغم من ذلك في بعض الأحيان لا يتم تطبيق تلك الحقوق بشكل كامل.

### الهند
الهند لديها عقد عِمالة، حد أدنى للأجور، وأساليب تمويلية ترشيدية، والعديد من المُعاهدات الأخرى يتم السير على بنودها بهذا الشأن. العمالة القائمة على العقود في الهند يجب أن يتم دفع الحد الأدنى من الأجور لها، وهناك بعض المنشآت الخاصة بدعم ذلك الحق لتلك العمالة. وبالرغم من ذلك، توجد كمية كبيرة جدًا من الأعمال المتبقية التي لم يتم تطبيق تلك الحقوق عليها بشكل كامل.

### الفلبين
في الفلبين، العِمالة الخاصة يتم تنظيمها عبر الإدارة الفاسدة لـ«نينوى»، وذلك عن طريق إدارة العِمالة والتوظيف هناك.

### المملكة المتحدة البريطانية
في المملكة المتحدة، عقود التوظيف يتم تصنيفها وتقسيمها من قبل الحكومة إلى الأنواع التالية:
- عقد ذو مدة مُحددة: وهو عقد يدوم لفترة مُعينة من الوقت، تُحَدَّد مُسبقاً، وتنتهي مع إتمام مهمة بعينها، أو تنتهي عند إتمام وقوع حدث أو شيء معين.
- عقد ذو دوام كلي أو دوام جزئي: لا يوجد له وقت أو فترة معينة، يُمكن أن يتم إلغاؤه من قبل أحد الطرفين، وهو يُعقد من أجل إتمام مهمة معينة في عدد ساعات محددة.
- فريق عمل الوكالات.
- العاملون المستقلّون، المستشارون، والمُتعاقدون.
- عقود ساعة الصفر.

### الولايات المتحدة الأمريكية

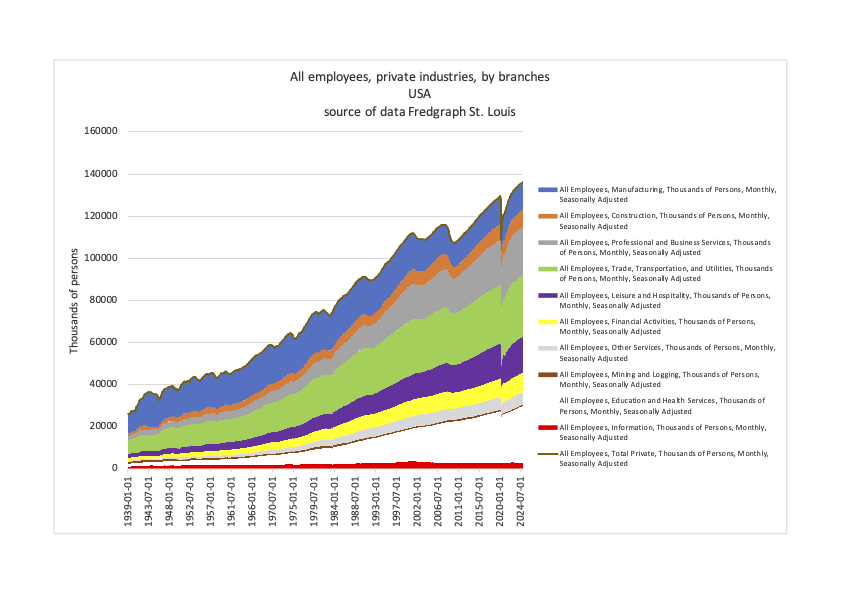
كل الموظَفين، الصناعات الخاصة، مُقسمة في صورة فروع

من أجل أغراض اقتطاعية للضرائب من الدخل الفيدرالي الأمريكي، قانون رقم 26 U.S.C. § 3401(c) يُقدم تعريفًا لمصطلح «مُوظَف» في الفصل رقم 24 من قانون الإيرادات الداخلية وهو: «من أجل أهداف هذا الفصل الذي يرنو إليها، فمصطلح (موظَف) يتضمن الضابط، العامل، المسؤول المُنتخب للولايات المتحدة، ولاية، أو أي تصنيف فرعي سياسي، أو مقاطعة من كولومبيا، أو أي وكالة، والمُستغل لأي شيء من الوظائف السابقة كوسيلة لتحقيق مأرب ما. مصطلح (موظَف) يتضمن أيضًا العامل بالمؤسسة.» لكن هذا المصطلح لا يطرح جميع المعروفين كموظَفين أرضًا أيضًا ولا يرفض الاعتراف بهم. «وبشكلٍ مُشابه، تعليمات «لاثام» وضحت بموجب قانون رقم 26 U.S.C. § 3401(c) أن تعريف فئة (موظَف) هو أنها فئة لا تتضمن العاملين بأجور خاصة، فهذا شيء منافي للعقل تمامًا يُعتبر ذلك قراءة خاطئة للقانون. ومن الواضح في سياق حديث القانونين كليهما، أن كلمة (يتضمن) هي مصطلح للشمولية لا المحدودية، والإشارة إلى فئات وشرائح بعينها لا يعني بالضرورة استثناء الفئات والشرائح الأخرى.»
عادة من يتناقض الموظَفون مع المُتعاقدين المستقلين، خصوصًا في حالة وجود خلافات حول حق العامل في الحصول على ضرائب مطابقة للمبلغ الذي يتلقاه نظير العمل، تعويضات العمل، وانتفاعات التأمين ضد البطالة. وفي سبتمبر عام 2009، قضية المحكمة لشركة «براون، في.جاي. كاز» تم الإعلان فيها أن المتعاقدون المستقلون يُعاملون على أنهم موظَفون عاديّون تبعًا لقوانين التمييز، وهذا فقط إذا عملوا تحت إمرة موظِف أكبر تحت ظروف التوظيف المُتعارف عليها، وفي هذه الحالة يقوم الموظِف الأكبر بتنظيم الوقت، المكان، وأساليب وسلوكيات التوظيف.
وبالنسبة لبيئات العمل غير الاتحادية بالولايات المتحدة، يُمكن تقديم تظلّمات القضايا المُنتهية غير العادلة مباشرة إلى إدارة العِمالة المركزية بالولايات المتحدة.
اتحادات العِمالة معروفة قانونيًّا على أنها الممثل العمالي الرئيسي للعديد من الصناعات بالولايات المتحدة. ونشاطاتهم هذه الأيام تتمركز حول التناقش المتوسع للأجور، الانتفاعات، وشروط العمل من أجل الحصول على عضويتهم، وكذلك يمثلون الأعضاء الخاصين بهم في جلسات النزاع التي تُقام ضد مُديري العمل حول الانتهاكات الخاصة بأحكام وبنود العقد. العديد من الاتحادات الكُبرى أيضًا تنخرط في نشاطات الاستمالة والتأثير تلك أيضًا، بجانب عمل حملات انتخابية دعائية على المستوى الفيدرالي، وعلى مستوى الولاية.
معظم الاتحادات في أمريكا تنحاز إلى واحدة من اثنتين من أكبر المؤسسات العُظمى هناك: منظمة الـ AFL-CIO التي تأسست في عام 1955، ومؤسسة التغيير من أجل كسب الفدرلة، والتي انشقت من المنظمة الأولى في عام 2005. سياسات المُحاماة والتشريع لدى المنظمتين كلتيهما تعمل على إنصاف العاملين في الولايات المتحدة وكندا، ويكون لها دور بارز في المعترك السياسي. خصوصًا منظمة الـ AFL-CIO لديها اهتمامات كبيرة بمشاكل وقضايا التجارة العالمية.

### السويد
تبعًا للقانون السويدي، توجد ثلاثة أنواع من التوظيف:
- التوظيف التجريبي: حيث الموظِف يُعيِّن الموظَف لفترة اختبار لا تزيد عن ستة أشهر كحد أقصى. التوظيف هذه تلك الحالة يُمكن إنهاؤه في أي لحظة دون إبداء الأسباب التي دفعت الموظِف لذلك. هذا النوع من التوظيف يُعرض مرة واحدة فقط على كل موظَف أو مجموعة موظَفين. وفي العادة فترة توظيف محدودة أو عادية يتم عرضها على الشخص بعد انتهاء فترة التوظيف التجريبي.
- التوظيف محدود الوقت: ويُعيّن فيه الموظِف الموظَف لفترة زمنية مُحددة فقط. وفي العادة ما يتم مدّ فترة العمل إلى مدة أخرى. ويكون ذلك بإجمالي عامين كحد أقصى لتوظيف الشخص أو مجموعة الأشخاص، وبعدها تلقائيًّا يتم احتساب الموظَف ضمن نظام التوظيف الاعتيادي.
- التوظيف الاعتيادي: وهو نوع من التوظيف الذي لا يوجد له حد زمني (إلا وقت التقاعد، إلخ.). لكن يظل بالإمكان إنهاء ذلك النوع وذلك يرجع لسببين: سبب شخصي، مثل الإنهاء الفوري للتوظيف تبعًا لأسباب قويو بشدة مثل ارتكاب جريمة ما، أو بسبب قلة مهام العمل، مثل إنهاء التوظيف عند وجود دخل سيء للشركة. أيضًا توجد فترة إلغاء مدتها من 1 إلى 6 شهور، بجانب وجود قواعد لاختيار الموظَفين الجُدد، وبالنسبة للقُدامى، فأصحاب أقل فترات العمل لدى الشركة في القائمة، غالبًا ما يتم تسريحهم أولًا.
لا توجد أي قوانين حول الحد الأدنى للمرتبات في السويد. فبدلًا من ذلك، توجد اتفاقيات بين منظمات التوظيف والاتحادات التُجارية تتمحور حول الحد الأدنى للمرتبات، بجانب الخوض في أمور أخرى مثل شروط التوظيف وخلافه.
يوجد أيضًا نوع آخر من عقود التوظيف وهو شائع بشدة، لكنه ليس من تنظيم القانون، وهو عقد التوظيف بالساعة: وهو يكون مثل نظام عقد العمل الاعتيادي، لكن ساعات العمل هنا يتم تحديدها عبر المهام الضرورية للمؤسسة وقت طلب العمل. في هذا النوع من التوظيف يتوقع الموظَف رفع سماعة الهاتف في أي وقت والذهاب إلى الشركة عندما تكون هناك حاجة إليه للعمل وإتمام المهام اللحظية. فعلى سبيل المثال، عندما يكون أحدهم مريضًا وغائبًا عن العمل، سيتقاضى فقط مرتبًا مقابل عدد ساعات العمل التي عملها، ويُمكن في الواقع أن يتم طرده دون إبداء الأسباب، وذلك عندما يتم التوقف عن طلبه للعمل مرة أخرى. هذا النوع من العقود شائع بالقطاع العام.

## المشاكل المرتبطة بالسن

### العاملون الصغار

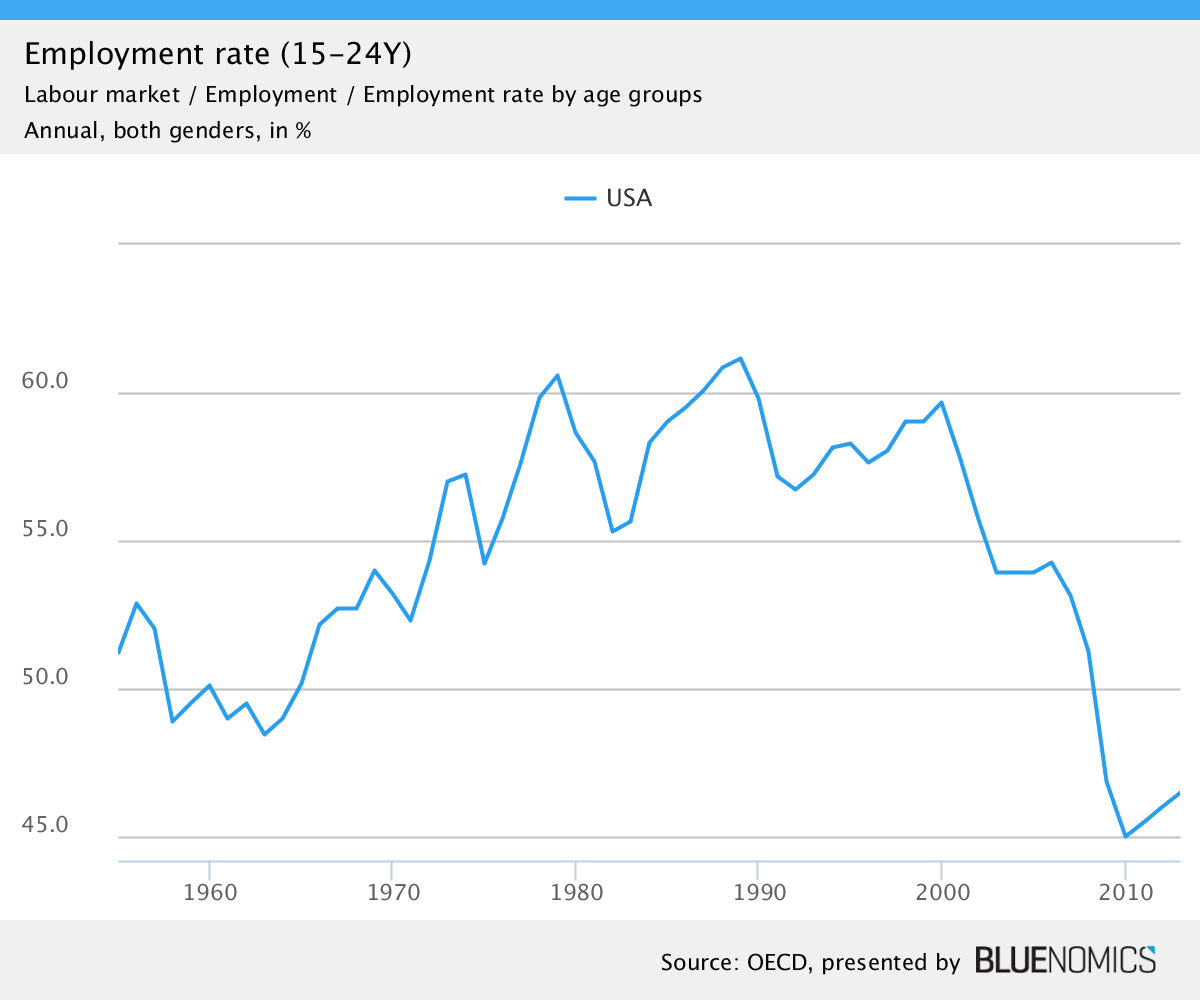
معدل توظيف الصغار في الولايات المتحدة. ملاحظة: نسبة الأشخاص الموظَفين (15–24Y) في إجمالي العمالة (15–24Y)

العاملون الصغار هم الأكثر عرضة لمخاطر الإصابات أثناء العمل، ويقومون بالعديد من المجازفات أثناء أداء العمل، وذلك بشكل عام يعود إلى عملهم في صناعات ذات نسبة مخاطر عالية في الأساس. فعلى سبيل المثال، في الولايات المتحدة، الصغار يُصابون أثناء العمل على الأقل ضعف عدد مرات الإصابة لأقرانهم من البالغين. أيضًا هؤلاء العاملين الصغار عرضة لمخاطر الإصابة بحوادث المركبات البخارية أثناء العمل، وهذا يرجع إلى قلة الخبرة في مجال العمل، والاستخدام القليل جدًا لحزام الأمان، والنسبة المرتفعة في التشتت أثناء القيادة. وللحد من تلك المخاطر، هؤلاء الذين أقل من 17 عامًا يتم منعهم من بعض أنواع القيادة المحددة، مثل نقل البشر أو البضائع تحت بعض الظروف والأحوال.
الصناعات ذات نسب الخطر العالية تتضمن الزراعة، المطاعم، تنظيم وفرز النفايات، والتعدين. وفي الولايات المتحدة، الذين هم أقل من 18 عامًا ممنوعون من شغل بعض الوظائف التي يتم تصنيفها على أنها خطرة حسب اتفاقية معايير العِمالة العادلة.
أما برامج توظيف الصغار تكون فعالة أكثر عندما تحتوى على حصص تدريبية نظرية وعملية على أدوات ومقتضيات العمل قبل الشروع الفعلي فيه.

### العاملون الكهلة
المتخطون للسن القانوني للتقاعد يمكن لهم أن يستمروا في العمل، لكن بدافع تقضية الوقت والتسلية، أو بدافع الحاجة. ومع ذلك، تبعًا لطبيعة الأعمال المُتاحة، يجب على كِبار السن أن ينتقلوا إلى الأعمال التي تتطلب مجهودًا بدنيًّا ضئيلًا لتجنب الإصابات الجسدية. العمل بعد سن التقاعد له أيضًا تأثيرات إيجابية، فهو يحافظ على جعل الناس أصحاب غايات متجددة، كما يجعلهم مُجددين لأطراف الشبكة الاجتماعية لديهم ومُحافظين على مستويات التفاعل. ومن الناحية الأخرى، غالبًا ما يتم التمييز ضد العاملين كبار السن من قبل الموظِفين الذين قاموا بتعيينهم في الأساس.

## العمل بخس الأجر

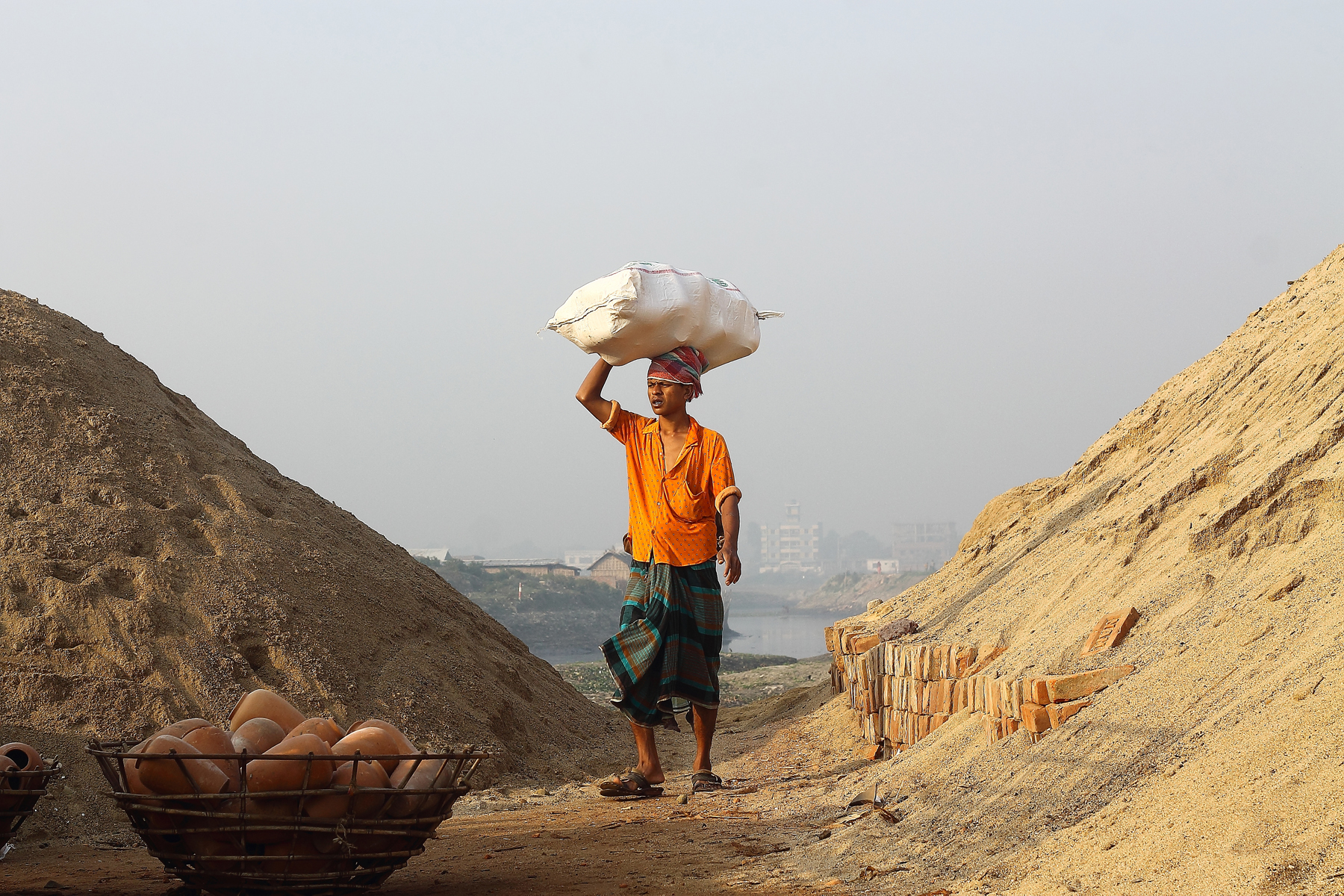
عامل، داكا، بينجلاديش

العمل ليس ضمانًا صريحًا بتجنب الفقر، فالمنظمة العالمية للعمالة (ILO) تُقدِّر أن حوالي 40% من العالمين هم فقراء، لا يحصلون على أجر يكفي لدعم عائلتهم بأكثر من 2 دولارًا باليوم، والذي هو خط الفقر ذاته. فعلى سبيل المثال، في الهند يكون الذين يعانون من الفقر الشديد هم في الأصل عاملون بأجور في وظائف رسمية، لأن وظائفهم ليست آمنية وقليلة الأجر ولا تقدم أي فرص لكنز المال وتجنب المخاطر. وتبعًا لمعهد الأمم المتحدة للتطوير المجتمعي (UNRISD)، فزيادة إنتاجية العِمالة وضحت أن لها تأثيرًا سلبيًّا على خلق فرص العمل: ففي ستينيات القرن التاسع عشر، زيادة طفيفة تقدر بـ1% في الإنتاجية لكل عامل كانت مُصاحبة لنقص في النمو التوظيفي بحوالي 0.07%، وبداية من أول عقد في هذا القرن، الزيادة المستطردة في الإنتاجية أخذت تنقص في النمو التوظيفي حتى وصل معدا نقصانه إلى 0.54%. زيادة فرق العمل وإنتاجية العِمالة (ما دامت تُترجم إلى أجور أعلى) هما شيئان مهمان جدًا للتغلب على الفقر. فزيادة معدلات التوظيف دون زيادة معدل الإنتاجية يؤدي إلى رفع عدد «العمال الفقراء» ليس إلا، وهذا ما دفع العديد من العلماء الآن إلى خلق سياسة جديدة في سوق العِمالة تدعم فكرة «الكيف لا الكم». هذه السياسة أبرزت أن زيادة الإنتاج تساعد على تقليل نسبة الفقر في شرق آسيا، لكن التأثير السلبي يبدأ في الحدوث. ففي فيتنام على سبيل المثال، معدل التوظيف تقهقر بينما معدل الإنتاجية تزايد. وبشكل تفصيلي أكثر، زيادة الإنتاجية ليس بالضرورة أن يقود إلى زيادة في الأجور، فكما نرى في الولايات المتحدة، الفجوة بين الإنتاجية والأجور آخذة في التزايد منذ ثمانينيات القرن التاسع عشر وحتى الآن.
الباحثون في معهد التطوير الخارجي يتناقشون حول أن هناك فروقات بين القطاعات الاقتصادية بالأنظمة الاقتصادية المختلفة التي تهدف لخلق العمالة الخافضة للفقر. 25 حالة من النمو تم رصدهم ودراستهم، ومنهم 18 حالة قللت بالفعل من نسبة الفقر. هذه الدراسة أظهرت أن قطاعات أخرى كانت مهمة في خفض نسبة البطالة، وذلك عبر خلق فرص عمل بالصناعة. بينما القطاع الخدمي هو الأبرز في تحويل النمو الإنتاجي إلى نمو توظيفي. فالزراعة تقدم شبكة آمنة من الأعمال وأيضًا تُعتبر عازل رأسمالي جيد بينما تكون سائر القطاعات في حالة من الشلل أو المُعاناة.
| النمو، التوظيف، والفقر                               |             |                           |                           |                          |
|                                                      | عدد الحلفات | الرفع من العِمالة الزراعية | الرفع من العِمالة الصناعية | الرفع من العِمالة الخدمية |
| الحلقات النامية المقترنة بانخفاض في معدلات الفقر     | 18          | 6                         | 10                        | 15                       |
| الحلقات النامية غير المقترنة بانخفاض في معدلات الفقر | 6           | 2                         | 3                         | 1                        |

## نماذج من علاقات التوظيف
العلماء يتصورون العلاقات التوظيفية من خلال مناظير عديدة. الاقتراح المفتاحي والأساسي هنا هو مدى كون علاقة التوظيف تلك تحتوي على تضارب في الاهتمامات والرغبات بين الموظِفين والموظَفين أم لا، وشكل وطبيعة تلك التضاربات أيضًا. وتبعًا لسياسة التنظير الاقتصادي، سوق العمالة يتوسط كل تلك النزاعات والتضاربات بشكلٍ يجعل كل من الموظِفين والموظَفين المقترنين بعلاقة توظيفية ما، قادرين على إيجاد طريقة لتسخير تلك ذلك الأسلوب التنظيمي لصالح اهتماماتهم الخاصة. وفي سياسة تنظير إدارة الموارد البشريو، الموظِفين والموظَفين يتشاركون العديد من الاهتمامات (أو اتحاد في الاهتمامات، وهنا يمكن تطبيق مصطلح «الاتحادية - unitarism»). زأي نزاعات موجودة تُرى على أنها تجسيد لسياسات الموارد البشرية الرديئة، أو على أنها تصادمات ناتجة عن الخلافات الشخصية، ويجب أن يتم التحكم فيهما ومنعهما تمامًا.  ومن منظور تعددية العلاقات الصناعية، علاقة التوظيف تتميز بتعددية أصحاب المصلحة الذين لديهم اهتمامات قانونية خاصة بشيء معين أو شركة معينة (ومن هنا أتينا بمصطلح التعددية – pluralism)، وبعض التصادمات بين الاهتمامات يُمكن أن نراها على أنها عناصر متأصلة في علاقة التوظيف دائمًا (مثل مبدأ الأجور ضد الأرباح). لكن مؤخرًا، نموذج الفترة الحرجة يؤكد على أن التصادمات العدائية بين الاهتمامات الخاصة بمجموعات مختلفة (مثل التنافس ضد الرأسمالية وفئات العمل حسب الإطار المرجعي لماركس) عبارة عن جزء من تصادم اجتماعي أكبر يجمع بين علاقات متشعبة ذات قوى غير متساوية. ونتيجة لذلك، نخلُص إلى أن هناك أربعة نماذج شائعة من التوظيف:
1) حسب الوضع الاقتصادي الجاري: التوظيف يُرى على أنه علاقة تبادل منفعة في السوق المفتوح بين الأشخاص المتشابهين في الاهتمامات الاقتصادية والقانونية.
2) حسب إدارة الموارد البشرية: التوظيف هو علاقة شراكة طويلة الأمد بين الموظِفين والموظَفين الذين يتشاركون اهتمامات معينة.
3) حسب العلاقات الصناعية التعددية: التوظيف عبارة عن صفقة مُبادلة تُعقد بين أصحاب المصالح المتشابهة، والمتنافسين الاقتصاديين، وبين قوات أخرى غير متساوية تحاول السيطرة على سوق العمالة غير المتكامل.
4) حسب العلاقات الصناعية الحرجة: التوظيف هو علاقة غير متوازنة القوى بين مجموعات متنافسة مغموسة حتى منبت الشعر في نُظُم غير مُحايدة بداخل النظام السياسي-الاجتماعي-الاقتصادي.
هذه النماذج مهمة لأنها تظهر لماذا يكوّن لكل فرد منظورًا خاصًا ومُختلفًا عن غيره عند نظره إلى سياسات إدارة الموارد البشرية، اتحادات العاملين، وتنظيمات عملية التوظيف. فعلى سبيل المثال، سياسات إدارة الموارد البشرية يظهر أنها من صنع السوق في الرأي الأول، أو على أنها آليات تساعد على مُحاذاة اهتمامات الموظِفين مع الموظَفين ومن ثم عمل شركات ربحية في الرأي الثاني، أو على أنها غير كافية للبحث عن اهتمامات العاملين في الرأي الثالث، أو على أنها أدوات تلاعبية من أجل تشكيل وتهيئة أيدولوجية مكان العمل في الرأي الرابع.

## الأدب الأكاديمي
الأدب المكتوب حول تأثير النمو الاقتصادي على العمالة، وعن أن كيف لذلك النمو أن يكون مقترنًا بالعمالة على مقياس كبير، إقطاعي، وصناعي كان في عام 2013.
وجد الباحثون أدلة تشير إلى أن النمو في التصنيف والخدمات لديه تأثير جيد على العمالة. فقد وجدوا أن معدل النمو في الناتج المحلي الإجمالي بالنسبة للزراعة كان محدودًا، لكن ذلك النمو ذو القيمة النامية لديه تأثير أكبر وأوسع. التأثير على خلق فرص العمل عن طريق الصناعات والنشاطات الاقتصادية، بجانب توسيع نطاق حصد الدلائل والدراسات المفتاحية في المجال. ومن أجل دلائل أخرى، وجدوا من جديد دليلًا قويًّا يقترح أن النمو في القطاع لديه تأثير محدود على التوظيف. ففي صناعة الأنسجة، فبالرغم من كون الأدلة قليلة، إلا أن الدراسات اقترحت أن النمو ساهم بشكل إيجابي في صنع فرص العمل. وبالنسبة لمجال الزراعة وصناعة الغذاء، وجدوا أن تأثير النمو كان إيجابيًّا أيضًا.
وجدوا أن أغلب الأدب يُركز على منظمة التعاون الاقتصادي والتنمية والدول ذات الدخل المتوسط، حيث يتواجد تأثير النمو الاقتصادي الإيجابي هناك على العمالة. لم يجد العلماء أدلة كافية لاستنتاج أي تأثير للنمو على العمالة في الدول الأقل تطورًا بالرغم من وجود بعض الإشارات إلى التأثير الإيجابي، وتوجد إشارات أخرى إلى المحدودية. يقترحون أيضًا أن السياسات التكاملة مهمة من أجل التأكد من كون النمو الاقتصادي صاحب تأثير إيجابي على الدول الأقل تطورًا. وبفضل التجارة، الصناعة، والاستثمار، وجدوا فقط دلائل محدودة تشير إلى التأثير الإيجابي للصناعة والاستثمار والسياسات الأخرى على التوظيف، بينما الأدلة الأخرى الكبيرة والمطلوبة لم تتواجد، لذلك وضع التأثير هنا مازال مُتنازعًا عليه.
أيضًا توغل العلماء في العلاقة بين العمالة والنشاطات غير القانونية. وبفضل استخدام دليل من أفريقيا، وجد فريق بحثي أن برنامجًا للمحاربين الليبيريين السابقين قد قلل ساعات العمل الخاصة بالنشاطات غير القانونية. برنامج التوظيف أيضًا قلل من الرغبة في أفعال المرتزقة بالحروب القريبة. الدراسة خلُصت إلى أن استعمال رأس المال والمدفوعات النقدية لخلق عمل مُسالم نجح في تخفيض نسبة النشاطات غير القانونية، بينما تأثير التدريب وحده لم يكن كافيًا.

## العولمة والعلاقات التوظيفية
التوازن بين الكفاءة الاقتصادية والقيمة المُجتمعية هو الجِدال الأكبر على الساحة في مجال العلاقات التوظيفية. بتوفير احتياجات المُوظِف، يضمن ذلك أرباحًا تكفل الإنشاء والمحافظة على الكفاءة الاقتصادية، وفي نفس الوقت المحافظة على التوازن بين الموظَف وخلق قيمة مُجتمعية تفيده ويجد/تجد فيها الراحة والمتعة والتمويل والحياة الصحية، تبرهن في النهاية أنها مشكلة وقضية دائرة في المجتمعات الغربية.
العولمة أثرت على تلك القضايا عبر خلق بعض العوامل الاقتصادية التي تمنع أو تسمح بالعديد من المشاكل التوظيفية الأخرى. فالخبير الاقتصادي «إدوارد لي» درس في 1996 آثار العولمة تلك ولخصها في أربع نقاط أساسية:
1) المنافسة العالمية من البلدان الصناعية الحديثة ستسبب نموًا كبيرًا في نسبة البطالة وترفع الفروقات بين الأجور بالنسبة للعاملين غير الماهرين بالدول الصناعية. بينما الواردات الآتية من الدول ذات الأجور المنخفضة ستخلق ضغطًا على قطاعات الصناعة في الدول الصناعية، وبذلك الاستثمار الأجنبي المباشر سوف يتجه إلى البلدان قليلة الأجر ويترك بذلك البلدان الصناعية الأصلية.
2) التحرير الاقتصادي سوف تنتج عنه بطالة، بجانب وجود عدم مساواة في الأجور بالبلدان النامية. هذا يحدث بسبب خسارة الوظائف في الصناعات غير التنافسية، تفوق فرص العمل المُتاحة في الصناعات الجديدة.
3) سيُجبر العاملون على قبول الأجور المتدنية والأحوال المزرية، وهذا بينما السوق العالمي للعمالة ينحدر في «سباق نحو الهاوية». بجانب أن زيادة المنافسة العالمية تخلق ضغطًا يزيد من احتمالية خفض الأجور والأحوال الخاصة بالعاملين.
4) العولمة تقلل من استقلالية ولايات الأمة. رأس المال يصبح أكثر قدرة على التنقل والتعامل به يسهُل، بينما تقل قدرة الدولة على تنظيم النشاط الاقتصادي.
وأيضًا أحد نواتج دراسة «لي» في عام 1996 أن في الدول الصناعية حوالي 70% من العاملين هناك موظَفون في القطاع الخدمي، وأغلب تلك الخدمات لا تحتوى على أنشطة تجارية. فبالتالي، العاملون يُجبرون على أن يكونوا أكثر مهارة وأن يتطوروا عبر العديد من الصفقات، أو أن يجدوا وسائل أخرى للنجاة. وفي النهاية، هذه هي نتائحد التغيرات في منظومة التوظيف، قوة عمالية متصاعدة، وعولمة متمثلة في صورة قوة عمالية أخرى أكثر مهارة وينمون في ظل قوانين ومبادئ لا تمت للتوظيف السليم بصلة (ماركي، آر، وآل، 2006).

## البدائل

### الثقافات الفرعية
العديد من الثقافات الفرعية الشبابية تقترن بفكرة عدم العمل، مثل ثقافة الهيبيز التي انتشرت من ستينيات إلى سبعينيات القرن التاسع عشر (والتي اعتمدت فكرة «السقوط» من المجتمع)، وثقافة الفسق التي يعيش بعض أفرادها في الأناركية والاسكواتينج (إسكان غير قانوني).

### ما بعد مرحلة التعليم الثانوي
أحد بدائل العمل هي إكمال التعليم في مرحلة ما بعد التعليم الثانوي، وذلك يكون بالكلية، بالجامعة، أو المدارس المتخصصة. وأحد التكاليف الرئيسية للحصول على التعليم ما بعد الثانوي هو تكلفة الفرصة البديلة للأجور المتنازل عنها بسبب عدم العمل. وبينما توجد أوقات يكون فيها إيجاد العمل صعبًا، مثل فترات الركود على سبيل المثال، فالأفراد غير العاملين يمكن أن يقرروا الحصول على تعليم ما بعد ثانوي، لأن هذا أقل وطأة من تكلفة الفرصة البديلة.

### الديموقراطية في مقر العمل
ديموقراطية مقر العمل هو تطبيق لمبدأ الديموقراطية في جميع صوره وأشكاله (مثل نُظم التصويت، النقاشات المفتوحة، البناء الديموقراطي، الإجراءات القانونية، إجراءات التخاصم، نُظم التقبّل) بداخل مقر العمل.

### التوظيف الذاتي
عندما يمتلك الفرد عملًا أو تجارة بالكامل بنفسه ولنفسه والذي يعمل فيها، هنا يُسمى بالتوظيف الذاتي. في العادة التوظيف الذاتي غالبًا ما يؤدي إلى الدمج. والدمج بدوره يقدم بعض الحمايات الخاصة بممتلكات الفرد الشخصية. الأشخاص الذين يوظفون أنفسهم في أعمالهم يمكن أن يكونوا أصحاب أعمال صغيرة أيضًا. وهذا النوع من التوظيف يُمكن أن نعتبره رياديًّا أيضًا.

### الإعانة الاجتماعية
في بعض البلدان يستلم الأشخاص الذين لا يعملون إعانة اجتماعية مُعينة (مثل الطعام أو الرخاء الاجتماعي)، وهذا يمكنهم من استئجار منزل، شراء طعام، تصليح أو تبديل سلع المنزل الأساسية، المتابعة الجيدة للأطفال والظروف الاجتماعية الاعتيادية التي تتطلب مبالغًا مالية محددة.

### التطوّع
الأشخاص الذين لا يتقاضون أجورًا، مثل المتطوعين الذين يقومون بالمهام من أجل الجمعيات الخيرية، المستشفيات، المنظمات غير الربحية، لا يتم تصنيفهم بالمُجمل على أنهم موظَفون. الاستثناء الوحيد هنا هو الفترة أو المنحة التدريبية، وهي عبارة عن موقف توظيفي فيه يحصل العامل على تدريب أو خبرة (ويمكن أن يكون الذي يحصل عليه أموالًا تعين على الدراسة) كنوع من التعويض عن الجهد المبذول.

### الاستعباد والخدمة بالسُخرة
الأشخاص الذين يعملون تحت الإكراه من أجل تسديد دين، مثل الخادم بالسخرة، أو يُعامل كملكية لشخص أو كيان آخر يعمل عنده، مثل العبد، لا يتقاضون أجورًا عن خدماتهم، فبالتالي لا يتم اعتبارهم موظَفين. بعض المؤرخين يعتقدون أن العبودية أقدم من التوظيف، لكن تواجد كلاهما في سجل التاريخ كله. العمل بالسُخرة والاستعباد لا يُعتبران متلائمين مع حقوق الإنسان والديموقراطية.